# Гейзл-Ґрін (Алабама)
Гейзл-Ґрін (англ. Hazel Green) — переписна місцевість (CDP) в США, в окрузі Медісон штату Алабама. Населення — 4105 осіб (2020).

## Географія
Гейзл-Ґрін розташований за координатами 34°55′25″ пн. ш. 86°34′3″ зх. д. / 34.92361° пн. ш. 86.56750° зх. д. (34.923656, -86.567392).  За даними Бюро перепису населення США в 2010 році переписна місцевість мала площу 26,02 км², з яких 25,99 км² — суходіл та 0,04 км² — водойми.

## Демографія
Згідно з переписом 2010 року, у переписній місцевості мешкало 3630 осіб у 1338 домогосподарствах у складі 1017 родин. Густота населення становила 140 осіб/км².  Було 1434 помешкання (55/км²).
Расовий склад населення:
| - 88,9 % — білих - 5,9 % — чорних або афроамериканців - 1,5 % — корінних американців - 0,4 % — азіатів - 0,1 % — вихідців з тихоокеанських островів |

До двох чи більше рас належало 2,4 %. Частка іспаномовних становила 2,3 % від усіх жителів.
За віковим діапазоном населення розподілялося таким чином: 26,2 % — особи молодші 18 років, 63,3 % — особи у віці 18—64 років, 10,5 % — особи у віці 65 років та старші. Медіана віку мешканця становила 37,5 року. На 100 осіб жіночої статі у переписній місцевості припадало 96,5 чоловіків;  на 100 жінок у віці від 18 років та старших — 93,8 чоловіків також старших 18 років.
Середній дохід на одне домашнє господарство  становив 54 576 доларів США (медіана — 41 938), а середній дохід на одну сім'ю — 64 791 долар (медіана — 58 650). За межею бідності перебувало 14,9 % осіб, у тому числі 20,3 % дітей у віці до 18 років та 6,6 % осіб у віці 65 років та старших.
Цивільне працевлаштоване населення становило 1467 осіб. Основні галузі зайнятості: освіта, охорона здоров'я та соціальна допомога — 22,2 %, виробництво — 18,1 %, роздрібна торгівля — 13,0 %, будівництво — 9,1 %.